# اسحاق جوه
اسحاق جوه (انگلیسی: Isaac Jové؛ زادهٔ ۲۱ فوریهٔ ۱۹۸۰) بازیکن فوتبال اهل اسپانیا است.
از باشگاه‌هایی که در آن بازی کرده‌است می‌توان به باشگاه فوتبال آلمریا، باشگاه فوتبال اودینزه، باشگاه فوتبال ایراکلیس ۱۹۰۸، و باشگاه فوتبال رئال مورسیا اشاره کرد.